# Matias Faldbakken
Matias Faldbakken född 20 november 1973 i Hobro i Danmark, är en norsk bildkonstnär och författare. Matias Faldbakken är son till författaren Knut Faldbakken. Matias Faldbakken är utbildad bildkonstnär vid Vestlandets Kunstakademi i Bergen (1994–98) och Staatliche Hochschule für Bildende Künste i Frankfurt (1996–97), och han har haft separatutställningar på internationella gallerier.